# Paralipophrys
Paralipophrys Nekad je smatran samostalnim rodom iz porodice slingurki sa samo jednim članom, a to je babica buljooka (lat. Paralipophrys trigloides), koju je još pod imenom Lipophrys trigloides opisao (Valenciennes, 1836).

## Vanjske poveznice
|  | Wikivrste imaju podatke o taksonu Paralipophrys |